# Na-Ga
Na-Ga, né dans la préfecture de Hiroshima, est un graphic designer et illustrateur japonais. Il travaille notamment pour l’éditeur de visual novels Key.
Il contribue au character design du visual novel Little Busters! avec Itaru Hinoue, ainsi que sur les titres Little Busters! Ecstasy et Kud Wafter.
Il participe ensuite avec Jun Maeda, aux franchises Angel Beats! et Charlotte, comme original character designer.